# Pariteitsymmetrie
Pariteitsymmetrie is de invariantie van een systeem onder een pariteittransformatie. Bij een pariteittransformatie worden de ruimtelijke coördinaten geïnverteerd.
{\displaystyle P:{\begin{pmatrix}x\\y\\z\end{pmatrix}}\mapsto {\begin{pmatrix}-x\\-y\\-z\end{pmatrix}}}
De 3×3 matrix P moet een determinant gelijk aan -1 hebben, en kan bijgevolg niet gereduceerd worden tot een rotatie, die een determinant gelijk aan 1 heeft.
In een 2D-vlak is pariteittransformatie niet de gelijktijdige inversie van alle coördinaten, wat een rotatie over 180° zou zijn, want dan is de determinant niet gelijk aan -1. Een pariteitstransformatie inverteert een van de coördinaten, nooit beide tegelijkertijd.
In de klassieke mechanica zijn Newtons tweede wet,
{\displaystyle {\vec {F}}=m{\vec {a}}}
en impulsmoment
{\displaystyle {\vec {L}}={\vec {r}}\times {\vec {p}}}
bijvoorbeeld invariant onder pariteittransformatie.
{\displaystyle P({\vec {L}})=P({\vec {r}}\times {\vec {p}})=-{\vec {r}}\times -{\vec {p}}={\vec {r}}\times {\vec {p}}={\vec {L}}}
De Maxwellvergelijkingen zijn ook invariant onder pariteittransformatie. Als men twee ladingen omwisselt, zullen het elektrische veld en de stroomdichtheid van teken veranderen, maar dit geldt niet voor de ladingsdichtheid en het magnetische veld.
{\displaystyle P(\rho )=\rho }
{\displaystyle P({\vec {J}})=-{\vec {J}}}
{\displaystyle P({\vec {E}})=-{\vec {E}}}
{\displaystyle P({\vec {B}})={\vec {B}}}
De Maxwellvergelijkingen zijn invariant onder de combinatie van bovenstaande transformaties.
Het is echter gebleken dat pariteit geen symmetrie is, het wordt namelijk geschonden bij de zwakke wisselwerking. Er is tot op heden geen sprake van schending in de sterke wisselwerking, elektromagnetisme en de gravitatiekracht.

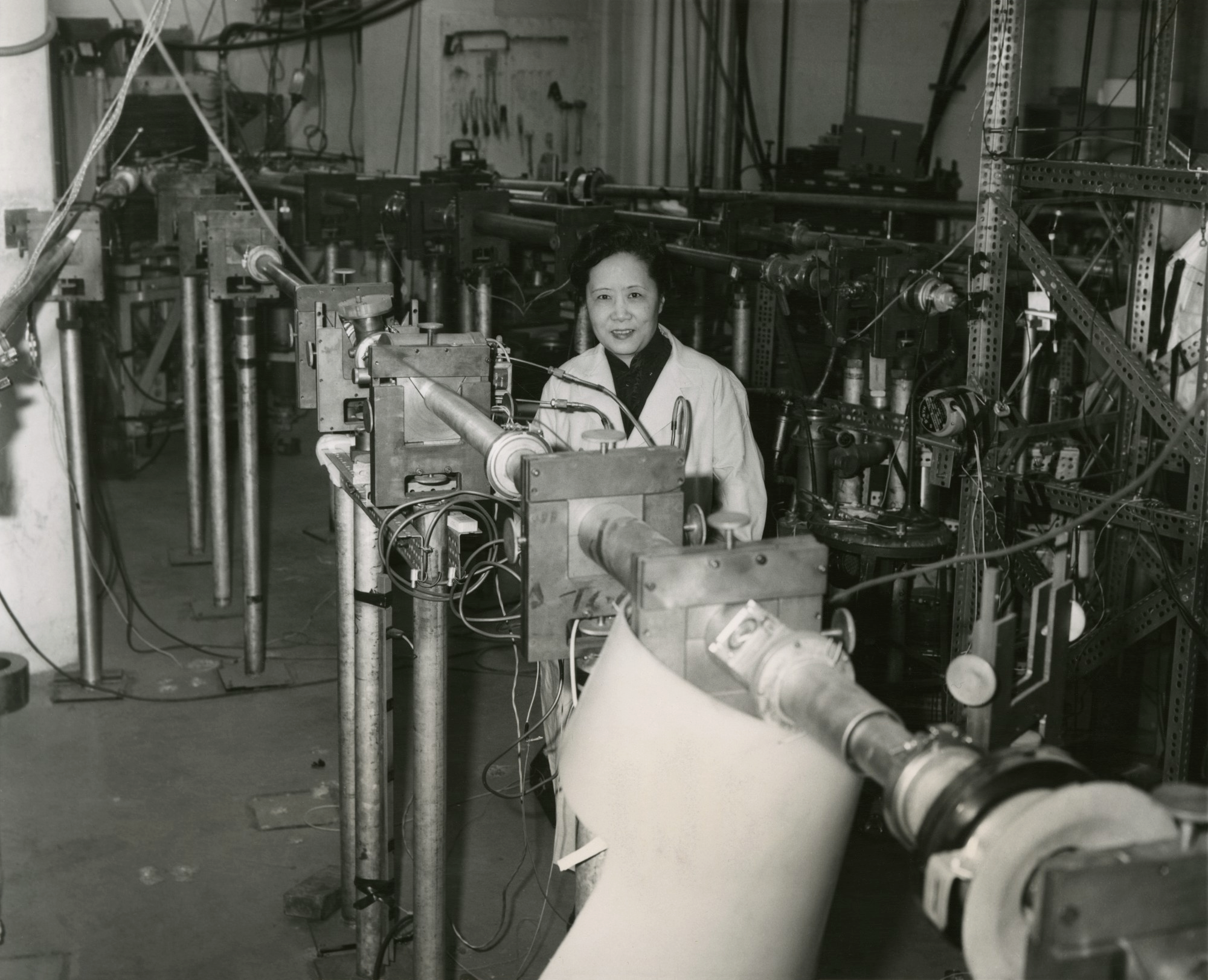
Chien-shiung Wu, de ontdekker van de schending van pariteitsymmetrie.

De schending van pariteitsymmetrie is meerdere keren gesuggereerd, maar dit werd niet serieus genomen bij gebrek aan bewijs. Een onderzoek door de theoretische fysici Tsung Dao Lee en Chen Ning Yang gaf aan dat er sprake was van een symmetrie in de sterke wisselwerking, maar dat er geen onderzoek naar was gedaan in de zwakke wisselwerking. Zij stelden verschillende experimenten voor die konden uitwijzen of er sprake was van een symmetrie in de zwakke wisselwerking. Zij werden echter bijna geheel genegeerd, maar Lee wist zijn collega Chien-Shiung Wu te overtuigen om het te onderzoeken. Wegens benodigde speciale apparatuur werd het experiment uitgevoerd op The National Bureau of Standards, tegenwoordig The National Bureau of Standards and Technology (NIST).

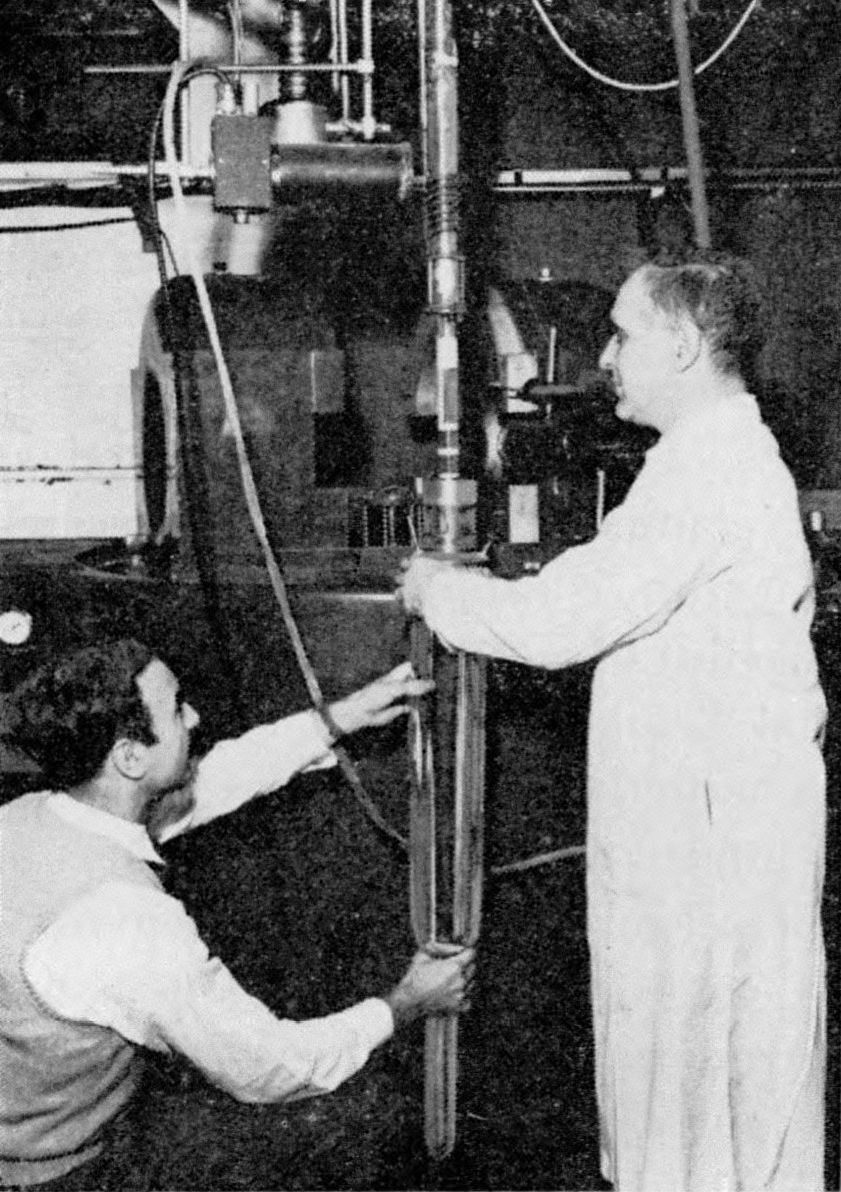
Het Wu-experiment, dat de pariteitschending voor de zwakke kracht zou aantonen, wordt opgezet in NIST (VS).

In 1956-57 ontdekten Wu en haar collega's een duidelijke schending van pariteitbehoud in het bètaverval van kobalt-60. Terwijl het onderzoek langzaam afgebouwd werd, informeerde Wu haar collega's van de universiteit van Colombia van hun resultaten. Drie collega's, Richard L. Garwin, Leon Lederman en Marcel Weinrich, pasten een bestaand cyclotronexperiment aan en verifieerden de schending van pariteitsymmetrie. De twee groepen publiceerden gelijktijdig hun resultaten.
Dankzij de ontdekking van pariteitschending kon men de zogenoemde T-θ-puzzel oplossen. Deze puzzel gaat om de volgende vervalreacties:
{\displaystyle \theta ^{+}\rightarrow \pi ^{+}+\pi ^{0}}
{\displaystyle \tau ^{+}\rightarrow \pi ^{+}+\pi ^{+}+\pi ^{-}}
Aangezien de twee eindtoestanden verschillende pariteit hebben, dacht men dat de begintoestanden ook verschillende pariteit hadden. Echter, dankzij steeds preciezere metingen kwam men erachter dat het om dezelfde deeltjes ging. Dankzij pariteitscheiding hoeft pariteit niet behouden te blijven en konden de twee vervalreacties veroorzaakt worden door hetzelfde deeltje, K+ (kaon).